# Vivo cantando
Vivo cantando var Spaniens bidrag till Eurovision Song Contest 1969. Den skrevs av Aniano Alcalde och Maria José de Cerato, medan Salomé sjöng. Låten vann tävlingen, året som fyra bidrag delade på vinsten.
Låten är en upptempolåt med dansnummer, något som inte tilläts i Eurovision Song Contest vid denna tid; Salomé bestraffades dock inte, då även Republiien Irland och Storbritannien haft dansnummer samma år.
Salomé recorded the song in six languages; Spanish (Castellano), Catalan (as "Canto i vull viure"), Basque ("Kantari bizi nais"), English ("The Feeling of Love"), French ("Alors je chante") and Italian ("Vivo cantando").